# 個人發展計畫
個人發展計畫（Individual development plan，IDP）是一種協助個人識別並實現自身目標、提升自我能力、強化職業競爭力的規劃工具。此計畫通常涵蓋自我評估、目標設定、行動方案與資源需求等內容，有助於個人在職涯、學習、健康與心理成長等方面持續進步與優化。
個人發展計畫多以一年為期進行規劃與執行，強調尊重員工的主體性，認為每位員工皆有能力整合自身與組織的需求，提出個人目標與達成策略，進而制訂能力培養與生涯發展的具體藍圖。

## 個人發展計畫的特點

### 目标明确性
- 清晰界定短期和长期目标，让个人知道要达成的具体成果。
- 目标通常要符合SMART原则（具体、可衡量、可实现、相关性强、具有时间限制）。

### 自我导向性
- 强调个人主动参与、自我评估与规划，自下而上地提出需求与目标。
- 尊重员工或学习者的兴趣、价值观与职业志向

### 系统性与结构化
- 包含自我评估、目标设定、行动方案、资源需求、进度监控与评估反馈等环节。
- 各环节相互衔接，环环相扣，形成闭环管理。

## 個人發展計畫執行四步驟
Margerison（1994）指出，具有個人發展計畫並確實執行的人員，平均2年半左右，即可看出其明顯的轉變，他們不只變得更加聰穎，更能經由擔任更具挑戰性的人物，累積更好的實務經驗。
個人發展計畫執行4步驟：
1. 環境的塑造及制度的建立
2. 擬定短中長期計畫
3. 主管討論與確認
4. 計畫執行

### 環境的塑造及制度的建立
組織欲導入個人發展計畫時，應該營造出一個尊重員工的環境，提供鼓勵員工發展的制度與文化；人力資源部門應制訂相關政策與制度，釐清員工、主管、組織在實施個人發展計畫時的角色，並設計執行個人發展計畫的相關流程。

### 擬定短中長期計畫
計劃初期，由員工依照個人的價值觀、興趣、能力、特質、專業、價值觀等面向為基礎，勾勒出自己在工作上及自我生涯上的發展意向，初步提出短、中、長3階段的個人發展計畫，並在與主管及人力資源部門專業人員共同討論之後，加以執行。

### 主管討論與確認
擬定計畫後
主管必須針對計畫內容與員工進行討論、建議、調整及確認，並明確的列出組織可提供協助之部分（例如：安排教育訓練課程）。
回饋與建議
主管必須對個別員工的績效現況、能力上的優缺點、部門及組織的現況與未來目標等，有非常清楚的了解；主管亦須具備訓練發展、組織發展及職涯發展等專業領域的知識，也必須擁有專業的輔導與諮商技巧
人力資源部門應該分別給予主管與員工課程，訓練期擬定及確認個人發展計畫的技能。

### 計畫執行
員工必須依照個人發展計畫的內容，逐項執行，並承擔大部分的責任，也可隨時透過檢視自己的發展計畫，在執行的過程中隨持掌握進度。
主管除了適時的給予協助與支援之外，也可以定期與員工進行個人發展計畫的回顧與調整，追蹤並確認執行成果，並針對不足之處進行調整與強化，以協助員工達成目標。
有的個人發展計畫，組織及主管除了可以將員工發展的目標及責任加以釐清，了解哪些由組織及主管協助、哪些由個人進行自我發展之外，最重要的是有一個正式的程序，可以讓員工提出其個人目標及發展需求，然後將其整合在訓練與發展、績效管理、人才管理、接班人計畫及工作指派等人力資源管理制度與實務中，如此透過員工潛能的充分開發，達到培養員工能力，保有充沛人才的目的。

## 外部連結
- Using IDPs to Leverage Strengths (GovLeaders.org) （页面存档备份，存于）